# Glycymeris mayi
Glycymeris mayi is een tweekleppigensoort uit de familie van de Glycymerididae. De wetenschappelijke naam van de soort is voor het eerst geldig gepubliceerd in 1947 door Cotton.